# Willi Kahl
Theodor Friedrich Wilhelm „Willi“ Kahl (* 18. Juli 1893 in Zabern (Elsass); † 3. Oktober 1962 in Köln) war ein deutscher Musikwissenschaftler.

## Leben
Willi Kahl studierte ab 1911 Musikwissenschaft, klassische Philologie und Germanistik in Freiburg im Breisgau, München und Bonn. Einer seiner Lehrer war Ludwig Schiedermair. Daneben absolvierte er Ausbildungen in Musiktheorie und Klavier. 1914 bis 1919 diente er in der Armee und nahm am Ersten Weltkrieg teil. 1919 promovierte er bei Schiedermair in Bonn mit der Arbeit Das lyrische Klavierstück zu Beginn des 19. Jahrhunderts und seine Vorgeschichte im 17./18. Jahrhundert. Anschließend war er als Musikkritiker der Kölnischen Zeitung tätig. 1923 habilitierte er sich mit Studien zur Geschichte der Klaviermusik des 18. Jahrhunderts und trat im selben Jahr in den Bibliotheksdienst. 1928 wurde er Bibliotheksrat an der Universitäts- und Stadtbibliothek Köln und erhielt gleichzeitig eine außerplanmäßige Professur an der Universität zu Köln. 1958 trat er in den Ruhestand.
Die Schwerpunkte seines wissenschaftlichen Schaffens bilden die Geschichte der Klaviermusik, die Schubert-Forschung sowie die Musikgeschichte des Rheinlandes und die Musikbibliographie.
Kahl war seit 1923 mit Katharina Maria Elisabeth Poppelreuter verheiratet. Er verstarb im Alter von 69 Jahren in einem Kölner Krankenhaus.

## Schriften
- Das lyrische Klavierstück Schuberts und seiner Vorgänger seit 1810. In: Archiv für Musikwissenschaft. Jahrgang 3, 1921, S. 54–82 und S. 99–122.
- Aus der Frühzeit des lyrischen Klavierstücks. In: Zeitschrift für Musik. Jahrgang 39, 1922, S. 177–182 und S. 201ff.
- Schuberts lyrische Klavierstücke. In: Bericht über den Internationalen Kongress für Schubertforschung. Augsburg 1929, S. 196ff.
- Norbert Burgmüller als Typus des Frühvollendeten. In: Die Musik. Jahrgang 22.1, Heft 3, Dezember 1929, S. 188–190.
- Verzeichnis des Schrifttums über Franz Schubert 1828–1928. Bosse, Regensburg 1938 (= Kölner Beiträge zur Musikforschung. Band 1).
- Selbstbiographien deutscher Musiker des 18. Jahrhunderts. Köln 1948 (enthält Beiträge von Johann Sebastian Bach, Carl Philipp Emanuel Bach, Johann Wilhelm Häßler, Joseph Haydn, Johann Peter Kellner, Johann Joachim Quantz, Johann Heinrich Quiel, Gottfried Heinrich Stölzel und Georg Philipp Telemann).
- Frühe Lehrwerke für das Hammerklavier. In: Archiv für Musikwissenschaft. Jahrgang 9, 1952, S. 231ff.
- Studien zur Kölner Musikgeschichte des 16. und 17. Jahrhunderts (Universität – Tricoronatum). Köln-Krefeld 1953 (= Beiträge zur rheinischen Musikgeschichte. Heft 3).
- Das Nürnberger historische Konzert von 1643 und sein Geschichtsbild. In: Archiv für Musikwissenschaft. Jahrgang 14, 1957, S. 281ff.
- Katalog der in der Universitäts- und Stadt-Bibliothek Köln vorhandenen Musikdrucke des 16., 17. und 18. Jahrhunderts. Volk, Köln 1958 (= Beiträge zur rheinischen Musikgeschichte. Heft 27).
- Bilder und Gestalten aus der Musikgeschichte des Rheinlandes. Volk, Köln 1964 (= Beiträge zur rheinischen Musikgeschichte. Heft 59).

## Notenausgaben
- Norbert Burgmüller, Ausgewählte Lieder, Mönchengladbach: Volksvereinsverlag, 1928
- Franz Schubert, Werke für Klavier zu vier Händen, vier Bände, München: Henle, um 1958